# Sundre
Sundre es un pueblo canadiense situado en la provincia de Alberta.

## Superficie
Sundre tiene una superficie de 10,84 km².

## Demografía
En 2021, tenía 2672 habitantes, una densidad poblacional de 246,4 hab./km², y 1270 viviendas.